# Creolizzazione della lingua
La creolizzazione della lingua è un concetto della semiotica, che indica una trasformazione determinata dalla maggior forza della cultura emittente (attività dell'ambiente esterno) rispetto alla cultura ricevente (attività dell'ambiente interno). Deriva dal concetto di lingua creola nella linguistica, considerata il risultato di un processo di mescolamento in due sensi diversi. 
Da un lato il mischiarsi può essere visto come un'interferenza tra due o più sistemi linguistici: una lingua di superstrato o lingua ricevente (quella dei colonizzatori europei) e lingua di sostrato o lingua emittente (quella dei colonizzati, spesso si tratta di una lingua o un dialetto africano); dall'altro può essere visto come la rilessificazione che comporta l'uso della grammatica della lingua di sostrato con il lessico di superstrato.
Nell'estetica traduttiva dell'Ottocento vi sono esempi di traduttori che, ispirandosi all'ideologia d'integrazione linguistica e culturale delle lingue slave, per documentare la stretta affinità fra lingue lasciano radici di parole o intere parole di suono simile. Conseguenza di questo metodo è la creolizzazione di due sistemi, che conduce alla cancellazione di tratti idiomorfi.

## La teoria di Chaudenson
In contrasto con la tradizionale teoria che vede la creolizzazione come il nativizzare un pidgin, il linguista francese Robert Chaudenson pone l'accento sull'importanza che ha questo fenomeno dal punto di vista sociolinguistico, prendendo in considerazione lo sviluppo sociale e storico delle società coloniali. Secondo questo punto di vista la creolizzazione avvenuta all'inizio della fase coloniale potrebbe essere definita come un caso particolare di divergenza tra linguaggi, che include "l'emergere di un continuum di approssimazioni della lingua di destinazione in ambiti comunicativi nei quali si ritrova un forte sistema centripeto." Ad ogni modo, può anche essere considerato come un "radicale cambiamento linguistico" che conduce, attraverso una strategia di appropriazione della lingua, a un sistema autonomo.

## La creolizzazione applicata alla traduzione
L'intero processo di reciproca influenza e di mescolamento può essere applicato alla traduzione, se la si considera "zona di contatto", che può essere presa a modello per l'innovazione sia stilistica che culturale. Secondo l'idea di Popoviĉ, per la quale il tradurre è un esempio di "interazione culturale", può essere vista come il risultato di una creolizzazione del prototesto e del metatesto a livello sia linguistico che culturale (tanto che si può anche parlare di "creolizzazione" della cultura). A livello linguistico la creolizzazione è un'occorrenza accidentale nel metatesto di elementi della lingua del prototesto.
Nel metatesto vi è una sovrapposizione disorganica delle due strutture linguistiche. Per Popoviĉla penetrazione della struttura linguistica del prototesto nella lingua del metatesto avviene perlopiù tramite calchi lessicali, morfologici e sintattici. Egli insiste sul concetto di "creolizzazione", perché ogni metatesto è collocato sull'asse che unisce la lingua di sostrato, quella di superstrato e la cultura e che dipende dall'influenza che esercitano l'uno sull'altro. La creolizzazione linguistica permette al prototesto di rimanere evidente nel metatesto e ciò, insieme al pensiero che tutte le traduzioni sono un tentativo di ricreare il prototesto, comunica anche l'idea che la traduzione deve essere un genere. 
Questa teoria è comunque "incompatibile con le caratteristiche basilari della traduzione intesa come un tipo specifico di metatesto" e con l'impossibilità di rilevare tratti stilistici che potrebbero essere ricondotti solo alla traduzione. Infatti, da una parte si osserva che anche in un dato prototesto possiamo trovare elementi esotici (che provengono da altri sistemi culturali); e dall'altra, che "l'atto comunicativo del tradurre non porta per forza a una deformazione del genere al quale il testo appartiene".
Secondo Popoviĉ la proprietà che caratterizza il traduttore in quanto soggetto creativo è il fatto che il traduttore adopera una certa creolizzazione tra la propria poetica e quella dell'autore. Traducendo si combinano elementi, nell'ambito del soggetto narrante, che caratterizzano sia l'autore del prototesto che il traduttore; infatti nel metatesto si risente sempre della presenza del prototesto.
La creolizzazione è spesso usata nei testi per evidenziare i tratti caratterizzanti di un personaggio.